# Nummer (sport)
 "Trøjenummer" omdirigeres hertil. For nummeret på fodboldtrøjen, se Trøjenummer (fodbold).
I holdsport er et nummer det, der bæres på en spillers dragt til at identificere og skelne dem fra andre spillere (og nogle gange andre som trænere og dommere). Nummeret bæres typisk på bagsiden af trøjen, ofte efterfulgt af efternavn. Nogle gange vises nummeret også på forsiden og/eller ærmer eller på en spillers shorts eller hovedtøj. Nogle gange er et nummer også forbundet med en bestemt position inden for den pågældende sportsgren.
| Sport | Spire Denne artikel om sport er en spire som bør udbygges. Du er velkommen til at hjælpe Wikipedia ved at udvide den. |